# Padé-benadering
In de wiskunde is een Padé-benadering van een functie de beste benadering door een rationale functie. Het principe werd reeds geformuleerd door Ferdinand Georg Frobenius, maar de techniek werd verder ontwikkeld door Henri Padé in zijn proefschrift Sur la représentation approchée d'une fonction par des fractions rationelles uit 1892, en in talrijke latere artikelen. 
De Padé-benadering is in veel gevallen een betere benadering dan de afgebroken taylorreeks van de functie, en kan soms toegepast worden als de taylor-reeks niet convergeert. Padé-benaderingen vinden daarom uitgebreid toepassing in computerberekeningen.

## Definitie
De Padé-benadering van de functie {\displaystyle f} is een rationale functie {\displaystyle r_{m,n}(x)=P_{m}(x)/Q_{n}(x)}, waarin 
{\displaystyle P_{m}(x)=p_{0}+p_{1}x+\ldots +p_{m}x^{m}}
en
{\displaystyle Q_{n}(x)=q_{0}+q_{1}x+\ldots +q_{n}x^{n}}
veeltermen zijn van ten hoogste de graad {\displaystyle m} respectievelijk {\displaystyle n}.  De maclaurin-reeks van deze rationale functie moet tot en met de macht {\displaystyle m+n} van {\displaystyle x} exact overeenkomen met de taylorreeks {\displaystyle C(x)} van {\displaystyle f}. Ze moet dus voldoen aan de asymptotische relatie
{\displaystyle P_{m}(x)/Q_{n}(x)=C(x)+O(x^{m+n+1})}
{\displaystyle O(x^{m+n+1})} zijn termen met exponenten groter dan of gelijk aan {\displaystyle m+n+1}. Deze resttermen verwaarloost men, zodat
{\displaystyle P_{m}(x)=\left(\sum _{j=0}^{m+n}c_{j}x^{j}\right)Q_{n}(x)}
Uit deze vergelijking is het mogelijk de coëfficiënten {\displaystyle p_{i}} en {\displaystyle q_{i}} te bepalen, door de coëfficiënten van de veeltermen in het linker- en rechterlid tot macht {\displaystyle m+n} gelijk te stellen. De termen met machten groter dan {\displaystyle m+n} worden genegeerd. Dit levert een stelsel van {\displaystyle m+n+1} lineaire vergelijkingen op met {\displaystyle m+n+2} onbekenden {\displaystyle p_{i},\ i=0,\ldots ,m} en {\displaystyle q_{i},\ i=0,\ldots ,n}. Dit betekent dat het stelsel oneindig veel oplossingen heeft. Gewoonlijk eist men daarom dat {\displaystyle Q_{n}(0)=1}, of met andere woorden dat {\displaystyle q_{0}=1}. Dan is er een unieke oplossing van het stelsel
{\displaystyle {\begin{aligned}p_{0}&=&c_{0}&\\p_{1}&=&c_{1}+c_{0}q_{1}&\\\ldots &\\p_{m}&=&c_{m}+c_{m-1}q_{1}+\ldots +c_{0}q_{m}&\\0&=&c_{m+1}+c_{m}q_{1}+\ldots +c_{m-n+1}q_{n}&\\\ldots &\\0&=&c_{m+n}+c_{m+n-1}q_{1}+\ldots +c_{m}q_{n}\end{aligned}}}
waarbij {\displaystyle q_{j}=0} als {\displaystyle j>n} verondersteld is.

## Padé-tabel
Onder de aanname dat {\displaystyle Q_{n}(0)=1} is er een unieke Padé-benadering voor elke waarde van {\displaystyle m} en {\displaystyle n}. Men kan bijgevolg een tabel maken, de zogenaamde Padé-tabel, waarin alle Padé-benaderingen {\displaystyle r_{m,n}(x),\ m,n=0,1,2,\ldots } zijn opgesomd.

### Voorbeeld
Als voorbeeld volgt hier het begin van de Padé-tabel voor de exponentiële functie met als reeksontwikkeling:
{\displaystyle e^{x}=\sum _{i=0}^{\infty }{x^{i} \over i!}=1+x+{x^{2} \over 2!}+{x^{3} \over 3!}+{x^{4} \over 4!}+\ldots }
| Padé-tabel          | {\displaystyle m=0}                                                        | 1 | 2 | 3 | … |
| ------------------- | -------------------------------------------------------------------------- | --- | --- | --- | - |
| {\displaystyle n=0} | {\displaystyle 1}                                                          | {\displaystyle 1+x}                                                                                         | {\displaystyle 1+x+{\tfrac {1}{2}}x^{2}}                                                                                           | {\displaystyle 1+x+{\tfrac {1}{2}}x^{2}+{\tfrac {1}{6}}x^{3}}                                                                                              | … |
| 1                   | {\displaystyle {\frac {1}{1-x}}}                                           | {\displaystyle {\frac {1+{\tfrac {1}{2}}x}{1-{\tfrac {1}{2}}x}}}                                            | {\displaystyle {\frac {1+{\tfrac {2}{3}}x+{\tfrac {1}{6}}x^{2}}{1-{\tfrac {1}{3}}x}}}                                              | {\displaystyle {\frac {1+{\tfrac {3}{4}}x+{\tfrac {1}{4}}x^{2}+{\tfrac {1}{24}}x^{3}}{1-{\tfrac {1}{4}}x}}}                                                | … |
| 2                   | {\displaystyle {\frac {1}{1-x+{\tfrac {1}{2}}x^{2}}}}                      | {\displaystyle {\frac {1+{\tfrac {1}{3}}x}{1-{\tfrac {2}{3}}x+{\tfrac {1}{6}}x^{2}}}}                       | {\displaystyle {\frac {1+{\tfrac {1}{2}}x+{\tfrac {1}{12}}x^{2}}{1-{\tfrac {1}{2}}x+{\tfrac {1}{12}}x^{2}}}}                       | {\displaystyle {\frac {1+{\tfrac {3}{5}}x+{\tfrac {3}{20}}x^{2}+{\tfrac {1}{60}}x^{3}}{1-{\tfrac {2}{5}}x+{\tfrac {1}{20}}x^{2}}}}                         | … |
| 3                   | {\displaystyle {\frac {1}{1-x+{\tfrac {1}{2}}x^{2}-{\tfrac {1}{6}}x^{3}}}} | {\displaystyle {\frac {1+{\tfrac {1}{4}}x}{1-{\tfrac {3}{4}}x+{\tfrac {1}{4}}x^{2}-{\tfrac {1}{24}}x^{3}}}} | {\displaystyle {\frac {1+{\tfrac {2}{5}}x+{\tfrac {1}{20}}x^{2}}{1-{\tfrac {3}{5}}x+{\tfrac {3}{20}}x^{2}-{\tfrac {1}{60}}x^{3}}}} | {\displaystyle {\frac {1+{\tfrac {1}{2}}x+{\tfrac {1}{10}}x^{2}+{\tfrac {1}{120}}x^{3}}{1-{\tfrac {1}{2}}x+{\tfrac {1}{10}}x^{2}-{\tfrac {1}{120}}x^{3}}}} | … |
| …                   | …                                                                          | … | … | … | … |

Om bijvoorbeeld de Padé-benadering {\displaystyle r_{2,2}(x)={\frac {p_{0}+p_{1}x+p_{2}x^{2}}{1+q_{1}x+q_{2}x^{2}}}} te berekenen moeten we deze vergelijking oplossen:
{\displaystyle p_{0}+p_{1}x+p_{2}x^{2}=(1+q_{1}x+q_{2}x^{2})(1+x+{\tfrac {1}{2}}x^{2}+{\tfrac {1}{6}}x^{3}+{\tfrac {1}{24}}x^{4})}
Dit levert het volgende stelsel op:
{\displaystyle {\begin{alignedat}{2}p_{0}&=&1&\\p_{1}&=&1+q_{1}&\\p_{2}&=&{\tfrac {1}{2}}+q_{1}+q_{2}&\\0&=&{\tfrac {1}{6}}+{\tfrac {1}{2}}q_{1}+q_{2}&\\0&=&{\tfrac {1}{24}}+{\tfrac {1}{6}}q_{1}+{\tfrac {1}{2}}q_{2}\end{alignedat}}}
De oplossing hiervan is:
{\displaystyle q_{1}=-{\tfrac {1}{2}},q_{2}={\tfrac {1}{12}},p_{0}=1,p_{1}={\tfrac {1}{2}},p_{2}={\tfrac {1}{12}}}
De Padé-tabel heeft een aantal kenmerken:
- De eerste rij, met de benaderingen {\displaystyle r_{m,0},m=0,1,\ldots } bestaat uit de opeenvolgende afkappingen (partiële sommen) van de Taylorreeks van de functie {\displaystyle e^{x}}. Deze convergeert naar {\displaystyle e^{x}} en dat geldt ook voor de volgende rijen; algemeen is {\displaystyle \lim _{m\to \infty }P_{m}(x)/Q_{k}(x)=f(x)} voor een willekeurige {\displaystyle k}.
- De eerste kolom, met de benaderingen {\displaystyle r_{0,n},n=0,1,\ldots } bestaat uit de reciproken van de opeenvolgende afkappingen van de Taylorreeks van {\displaystyle e^{-x}}. Dit geldt algemeen: als {\displaystyle P_{m}(x)/Q_{n}(x)} de (m,n)-Padébenadering is van {\displaystyle f(x)}, dan is {\displaystyle Q_{n}(x)/P_{m}(x)} de (n,m)-Padébenadering van {\displaystyle 1/f(x)}
- De benaderingen {\displaystyle r_{m,n}} en {\displaystyle r_{n,m}} vertonen symmetrie: de tellers en noemers zijn verwisseld, en het patroon van plus- en mintekens is anders, maar ze bevatten dezelfde coëfficiënten.
- De Padé-benaderingen {\displaystyle r_{n,n}} op de hoofddiagonaal van de tabel bevatten, op het teken na, dezelfde coëfficiënten in teller en noemer. Deze kunnen zeer efficiënt berekend worden met een computeralgoritme.

Van elke formele machtreeks (die niet hoeft te convergeren) kan een Padé-tabel opgemaakt worden. Daarvoor zijn verschillende methoden ontwikkeld, waaronder het quotient difference-algoritme en technieken die gebruikmaken van het enge verband tussen de Padé-tabel en kettingbreukexpansies van de machtreeks. Er bestaan diverse relaties tussen naast elkaar liggende elementen uit de Padé-tabel die men kan gebruiken om de tabel stap voor stap op te bouwen.

## Toepassingen
Rationale benaderingen van het Padé-type kennen vele toepassingen in diverse takken van zuivere en toegepaste wiskunde, zoals de berekening van speciale functies, inversie van Laplace-transformatie, differentiaalvergelijkingen of getaltheorie. Vele oplossingen van problemen uit de fysica, scheikunde, mechanica enz. zijn geformuleerd als een machtreeks die moet gesommeerd worden, maar waarvan slechts weinig coëfficiënten gekend zijn. Hier zijn rationale benaderingen goed bruikbaar.